# Elizabeth Cámara
Elizabeth Cámara (n. Ciudad de México, México, 10 de enero de 1951), cuyo nombre completo es Elizabeth del Socorro Cámara García, es maestra, coreógrafa, bailarina e investigadora de danza. Fue directora del Centro Nacional de Investigación, Documentación e Información de la Danza José Limón de 2006 a 2016. Creadora del programa ¡Asómate a la Danza! e Invitación a la Danza, trasmitido por el sistema Edusat de la Secretaría de Educación Pública (SEP).

## Estudios
Egresada del Instituto Nacional de Bellas Artes, INBA, en 1974 de la carrera de Bailarina y docente en Danza Mexicana, fue invitada a sumarse como becaria al proyecto del Fondo Nacional para el Desarrollo de la Danza Popular Mexicana, FONADAN, creado durante el periodo sexenal de presidente Luis Echeverría Álvarez, dirigido por Josefina Lavalle, donde trabajó al lado de los maestros Luis Felipe Obregón y Marcelo Torreblanca, de la antropóloga Mercedes Olivera y la bailarina y coreógrafa Evelia Beristaín. Estudio danza y coreografía en el Centro Superior de Coreografía, CESUCO, dirigido por Lin Durán, donde tomó clases con los maestros norteamericanos de técnica Graham Takako Asakawa y Jim Wingler, entre otros y el maestro de técnica Limón, Daniel Lewis, así con los maestros de danza clásica Tulio de la Rosa y Elsa Recagno.
Es Licenciada en Historiadora por la UNAM desde 1998, título que obtuvo mediante la presentación de la tesis cuyo tema fue La danza alemana en el periodo de entreguerras, 1920-1936 durante la República de Weimar.

## Biografía
Como bailarina formó parte del Ballet Folklórico de México y del Centro Superior de Coreografía, posteriormente Centro de Investigación Coreográfico, CICO, grupos de danza contemporánea para los cuales creó diversas coreografías.
Dentro de su trayectoria como maestra de más de treinta y cinco años, impartió clases de danza mexicana en el Colegio de Bachilleres (1979-2005), donde también fungió como directora de su compañía y jefa del área, en el Centro de Investigación Coreográfica (1981-1986) de danza contemporánea, y en la Escuela Nacional de Danza Clásica y Contemporánea (1989-1995), donde impartió la materia de composición o trabajos creativos. Con el maestro Tulio de la Rosa participó en el Programa de Descentralización de la Educación Artística del INBA, impartiendo cursos de técnica y composición coreográfica en las ciudades de Aguascalientes, La Paz, Monterrey, Chetumal y Mérida, entre otros sitios de la República Mexicana.
Con el Canal 23 de televisión, del Centro Nacional de las Artes, CENART, creó los cursos a distancia ¡Asómate a la Danza! e Invitación a la Danza, que se han trasmitido a toda la República Mexicana a través del Sistema de Televisión Educativa, Edusat de la SEP.
Su vida profesional como investigadora se inició en la Dirección General de Arte Popular de la SEP (1974-1980), donde en coautoría publicó el libro Las danzas y bailes populares en el estado de Tlaxcala (Premia-SEP), proyecto para el cual realizó trabajos de campo por más de tres años consecutivos visitando ese estado para conocer sus Fiestas patronales, de Carnaval y Semana Santa, así como a Pinotepa de Don Luis, del Estado de Oaxaca donde registro: Danzas de Tejorones, Mascaritas y Tortuga.

Ingresó al Centro Nacional de Investigación, Documentación y Difusión de la Danza José Limón en 1995, y como directora de ese Centro (2006-2016) organizó encuentros nacionales e internacional de investigación, internacionales así como el Encuentros Nacionales de las Escuelas de Danza de Educación Superior con sede en la Universidad de Colima, encuentro al que asistieron universidades como las de Baja California, Chihuahua, Puebla, por citar algunas. Desde 2010 inició la segunda etapa del proyecto Homenaje Una vida en la danza, el cual se había cancelado en 2004 y encabezó la creación de la Maestría en Investigación de la Danza, MID; la cual se imparte en una modalidad mixta con estudios a distancia y presenciales desde 2013, siendo una innovación como propuesta educativa en artes, a la fecha (2017) cuenta con tres generaciones de egresados y 50 alumnos en total entre los que se encuentran lo ya con grado de maestros colaboran con instituciones con proyectos de danza como las Universidades Veracruzana, de Baja California, Colima, así como los de Colombia y en España.

Su labor docente la continúa realizando como tutora en la MID.

## Investigaciones
Entre sus trabajos de investigación se cuentan el video Panorama de Ofertas Técnicas, producido por el CENART, y los libros Pensamiento y acción. El método Leeder de la escuela alemana y La enseñanza de la danza contemporánea. Una experiencia de investigación compartida, ambos en coautoría con Hilda Islas. Su trabajo de investigación se centra en la Iconografía Dancística cuyo primer resultado fue la curaduría para la exposición en el Museo Nacional de Arte titulada Imagen ritmo y movimiento. Escenarios plásticos de música y danza.

## Reconocimientos
Entre los reconocimientos recibidos, destaca el Premio al Desempeño Académico 2002, otorgado por el INBA.